# Велике сеобе Срба
Велике сеобе Срба су велике историјске сеобе (миграције) српског народа, међу којима посебан значај имају: Прва велика сеоба Срба из 1690. године и Друга велика сеоба Срба из 1739. године. Прва сеоба се догодила током Великог бечког рата (1683−1699), када се знатан део српског народа из разних српских области под турском влашћу преселио у северне и западне области под влашћу Хабзбуршке монархије и Млетачке републике. Ову сеобу је предводио српски патријарх Арсеније III Црнојевић. Друга сеоба се догодила током Аустријско-турског рата (1737−1739), када се део српског становништва из средишњих српских области под турском влашћу преселио у северне области под влашћу Хабзбуршке монархије. Ову сеобу је предводио српски патријарх Арсеније IV Јовановић. Током обе сеобе, миграцијским таласом је био захваћен велики део српског народа са подручја Косова и Метохије, Рашке области и других околних крајева у средишњим српским земљама. Сеобе су биле усмерене првенствено према северу, односно према областима данашње северне Србије (Срем, Бачка, Банат) и околних области које су у то време биле у саставу Краљевине Угарске и њених придружених земаља, Краљевине Славоније и Краљевине Хрватске, укључујући и територију хабзбуршке Војне крајине. Обе сеобе су имале велики значај за националну, политику и културну историју српског народа.

## Прва велика сеоба Срба
Велика сеоба Срба одиграла се почетком 1690. године, током Великог бечког рата који је трајао од 1683. до 1699. године и завршио се миром у Сремским Карловцима.
Савез хришћанских сила и Света лига (Свето римско царство, Пољска, Русија и Млетачка република) ратовали су против Османског царства. Руско царство је приступило Светој лиги 1687. године што је имало за последицу уздање православних народа у руску помоћ. Аустријска војска је успешно ратовала, ослободила је Угарску, Србију и продрла до Македоније. Београд је аустријска војска заузела 6. септембра 1688. године и цар Леополд I је позвао народе Османског царства да се прикључе његовој војсци и да ће им он јемчити права и слободе. Приликом проласка кроз Србију, Срби су подигли устанак и прикључили се аустријској војсци 1689. године. Под командом кнеза Лудвига Вилхелма Баденског освојен је Ниш септембра 1689. године, као и Јагодина, Параћин, Пирот, Бела Паланка и Драгоман. Октобра 1689. године аустријска војска и српски устаници заузели су Приштину, Призрен, Качаник и Скопље. До освајања Призрена број српских устаника у трупама генерала Пиколоминија је био више од 20.000 под заставама. Тада је Француска напала Аустрију, па се аустријска војска повукла из Србије на леву обалу Дунава и Саве. Већ током 1689. године аустријски цар Леополд I је позвао Србе да населе опустеле крајеве Угарске, које је аустријска војска тек заузела. Аустријска војска и српски устаници поражени су у бици код Качаника 2. јануара 1690. године. На челу је био Пећки патријарх Арсеније III Црнојевић (слср. Чарноевичь), који се већ јануара 1690. године налазио у Београду.
У Београду јуна 1690. је одржан црквено-народни сабор. Срби су поставили захтев о неком свом изабранику, епископу Исаију Ђаковићу и послали су га аустријском цару Леополду I и тражили су од њега да дозволи да се населе и да им гарантује црквено-школску аутономију. Послао им је повељу у којој им дозвољава да се населе све до Будима и Коморана и гарантовао им је црквено-школску аутономију уз услов да они буду аустријски војници. Овом повељом је озакоњен положај Срба у Угарској.
Око 37.000 српских породица прешло је у Аустрију, што је најмање 185.000 људи, а само око Приштине 360 села је опустело.

## Друга велика сеоба Срба
Период аустријске владавине потрајао је две деценије (1718—1739). Наиме, након новог Аустријско-турског рата 1737—1739., Београдским миром, Турска је повратила изгубљене територије и поново је граница успостављена на Сави и Дунаву, а Београд је постао средиште пашалука. Поновно успостављање турске власти довело је до Друге велике сеобе Срба. Плашећи се турске одмазде, Срби су на челу са патријархом Арсенијем IV Јовановићем кренули у Аустрију 1740. године. Турци су на разне начине покушавали да придобију Србе у Београдском пашалуку, због близине границе и због тога су им давали разне привилегије. Притисак на српско становништво у пашалуку био је знатно мањег интензитета него у другим деловима Турске, а и читлучење је било мање изражено у Београдском пашалуку. Друга велика сеоба Срба је по броју исељеника и последицама знатно мања.
- Српски патријарх Арсеније III Црнојевић
- Српски патријарх Арсеније IV Јовановић
- Привилегије Срба у Хабзбуршкој монархији: насловна страна штампаног издања из 1732. године

## Последице
Последица Велике сеобе је пустошење српских насеља у централној Србији и на Косову и Метохији и трајно пресељавање становништва у Аустрију, на подручје данашње Мађарске и Војводине.
Одлив становништва је био толики да је већина села зарасла у шуму, тако да је део централне Србије добио назив Шумадија.
Услед ових сеоба број српског становништва на Косову и Метохији се драстично смањио. Након српских сеоба, Албанци из планинских подручја Малесије се спуштају у плодне и опустеле долине Метохије. Након миграција, српски етнички центар се сели из старих подручја Рашке области, Вардарске Македоније, Косова и Метохије у Војводину, а касније и у Шумадију.
Непосредно после сеобе међу исељеницима је завладала глад и епидемија тако да је велики број исељеника убрзо преминуо.
О овим догађајима највише је сачувано текстова које су написали монаси који су учествовали у Сеоби, будући да су они били једни од ретких писмених Срба тога времена.
Ево како о овим догађајима пише монах Атанасије Србин:
О опустелој земљи
И тако кроз десет година, од тог љутог рата, многоплодна и многонародна земља српска запусте сва, и градови сви и села сва запустеше, и манастири царски велики и цркве красне писане златом запустеше, и жртвеници и олтари свети, где се приносаше бескрвна жртва, тамо сада дивље звери и нечисте плоде се.
О Епидемији
И лежаху лешеви помрлих људи српских по свима улицама великог Београда, и по свима земљиштима његовим, по свима путевима његовим лежаху мртви. И не беше оних који погребавају. А који живи ходаху, не беше у њих изгледа ни красоте људске, но беху поцрнели од глади, и лица њихова беху поцрнела као лице Етиопа. И тако скончаше и не оста десети део људи. Они који су остали избегоше од своје земље и оставише је сву пусту.